# O Expresso de Von Ryan
Von Ryan's Express (br/pt: O Expresso de Von Ryan) é um filme de guerra norte-americano de 1965, produzido e dirigido por Mark Robson. Baseado no livro homônimo de David Westheimer. 

## Sinopse
Em 1943 a Itália era dominada pelos nazistas, porém estava prestes a ser libertada pelos aliados. Numa destas batalhas de libertação o Coronel Joseph Ryan (Frank Sinatra) teve seu avião derrubado, é capturado e  mandado para um campo de prisioneiros de guerra que é comandado pelo Major Battaglia, oficial italiano sob ordens dos nazistas. Com a aproximação dos aliados a guarda italiana abandona o campo de prisioneiros deixando apenas o Major Battaglia (Adolfo Celi) e o Capitão Oriani (Sergio Fantoni), este simpático à libertação da Itália pelos aliados. Com a ajuda deste capitão o Coronel Ryan toma de assalto uma composição ferroviária e dá início a uma fuga com o propósito de atingir a Suíça, então um pais neutro.

## Elenco
- Frank Sinatra... Coronel Joseph L. Von Ryan
- Trevor Howard... Major Eric Fincham
- Brad Dexter... Sargento Bostick
- Sergio Fantoni... Capitão Oriani
- John Leyton... Orde
- Edward Mulhare... Capitão (Capelão) Constanzo
- Wolfgang Preiss... Major Von Klemment
- Adolfo Celi... Major Battaglia
- John Van Dreelen... Coronel Gortz
- Ivan Triesault... Von Kleist
- Raffaela Carrà... Gabriella
- James Brolin... Recruta Ames

## Produção
Filmado em Cortina d'Ampezzo e na Estação Santa Maria Novella de Florença, ambas na Itália e em Málaga na Espanha. 

## Premiações
Foi indicado pela Academia de Artes e Ciências Cinematográficas ao Óscar de melhores efeitos sonoros.